# Черешнев, Игорь Александрович
Игорь Александрович Черешнев (5 августа 1948, Хабаровск, РСФСР — 24 сентября 2013, Магадан, Российская Федерация) — советский и российский учёный в области ихтиологии, член-корреспондент РАН.

## Биография
Младший брат академика В. А. Черешнева. В 1971 году окончил Пермский университет (ныне ПГНИУ) по специальности «ихтиология».
С 1972 года — в лаборатории ихтиологии и гидробиологии Биолого-почвенного института ДВНЦ АН СССР. В 1982 году защитил работу на соискание степени кандидата биологических наук — «Пресноводная ихтиофауна Восточной Чукотки и её происхождение в связи с проблемой Берингии».
С 1982 года — в Институте биологических проблем Севера, в 1983 году организовал группу ихтиологии (впоследствии ставшую лабораторией). В 1992 году защитил докторскую диссертации «Пресноводные рыбы Северо-Востока Азии: фауна, систематика, история расселения».
В 1985 году стал членом Объединённого совета по биологическим наукам и Научно-издательского Совета ДВО РАН, с 1990 года — членом Международного научного общества «Фанатики арктического гольца», с 1998 года — членом Атлантического отделения Американского ихтиологического общества.
В мае 2003 года избран членом-корреспондентом по Отделению биологических наук РАН (специальность «гидробиология»). В 2004 году назначен на пост председателя Северо-Восточного научного центра ДВО РАН. В мае 2005 года на Общем собрании ДВО РАН избран на должность директора Института биологических проблем Севера.
Руководил многими российскими и международными исследовательскими проектами (РФФИ, УрО РАН-ДВО РАН, «Биологическое разнообразие», «Мировой океан», Международный научный фонд), был экспертом Комитета природных ресурсов Магаданской области и участником экологических экспертиз ряда крупных проектов, связанных с гидростроительством, разработкой месторождений полезных ископаемых, искусственным разведением лососевых рыб, членом Координационного совета по инновациям при губернаторе Магаданской области.
Заслуженный деятель науки Российской Федерации.

## Научная деятельность
Основное направление — систематика, биогеография, история фауны и экологии пресноводных рыб Северо-Востока Азии. Им впервые разработаны оригинальные теории формирования пресноводной ихтиофауны Беринги и в целом Дальнего Востока, предложена новая схема биогеографического районирования территорий Восточной Сибири и Аляски.
Ученым открыты и описаны новые таксоны пресноводных и морских рыб, опубликованы определители и каталоги ихтиофауны, сделаны широкие обобщения, касающиеся региональной ихтиологии, различных вопросов популяционной биологии, сохранения биоразнообразия и рационального использования ресурсов рыб. Совместно с коллегами впервые в отечественной ихтиологии им развернуты широкие исследования по молекулярной систематике и филогении доминирующих в ихтиофауне дальневосточных морей групп рыб.

## Научные труды
Автор более 200 научных публикаций, в том числе 14 монографий. Среди них:
- Черешнев И. А. 1996. Биологическое разнообразие пресноводной ихтиофауны Северо-Востока России. Владивосток: Дальнаука. 197 с.
- Черешнев И. А. 1998. Биогеография пресноводных рыб Дальнего Востока России. Влади-восток: Дальнаука. 130 с.
- Черешнев И. А., Шестаков А. В., Скопец М. Б. 2001. Определитель пресноводных рыб Севе-ро-Востока России. Владивосток: Дальнаука. 129 с.
- Черешнев И. А., Шестаков А. В., Скопец М. Б., Коротаев Ю. А., Макоедов А. Н. 2001. Пресноводные рыбы Анадырского бассейна. Владивосток: Дальнаука. 335 с.
- Черешнев И. А., Волобуев В. В., Хованский И. Е., Шестаков А. В. 2001. Прибрежные рыбы северной части Охотского моря. Владивосток: Дальнаука. 196 с.
- Черешнев И. А., Волобуев В. В., Шестаков А. В., Фролов С. В. 2002. Лососевидные рыбы Северо-Востока России. Владивосток: Дальнаука. 496 с.
- Черешнев И. А. Пресноводные рыбы Чукотки. — Магадан: СВНЦ ДВО РАН, 2008. — 324 с.
- Решетников Ю. С., Попова О. А., Черешнев И. А. и др. 2002. Атлас пресноводных рыб России. М.: Наука. Т. 1. С. 1-313; Т. 2. С. 316—600.
- Федоров В. В., Черешнев И. А., Назаркин М. В., Шестаков А. В., Волобуев В. В. 2003. Ката-лог морских и пресноводных рыб северной части Охотского моря. Владивосток: Дальнаука. 206 с.
- Черешнев И. А. 2002. Первая находка амурской девятииглой колюшки Pungitius sinensis (Gasterosteidae) на материковом побережье Охотского моря // Вопросы ихтиологии. Т. 42. № 1. С. 133—135.
- Черешнев И. А., Шестаков А. В., Назаркин М. В. 2003. Новые данные по биологии японско-го волосозуба Arctoscopus japonicus из Тауйской губы Охотского моря // Вопросы ихтиологии. Т. 42. № 5. С. 710—713.
- Shinohara G., Nazarkin M.V., Chereshnev I.A. 2004. Magadania skopetsi, a new genus and spe-cies of Zoarcidae (Teleostei: Perciformes) from the Sea of Okhotsk // Ichthyological Research. Vol. 51. P. 137—145.
- Sakai H., Ito Y., Shedko S.V., Safronov S.N., Frolov S.V., Chereshnev I.A., Jean S.-R., Goto A. 2006. Phylogenetic and Taxonomic Relationships of Northern Far Eastern Phoxinin Minnows, Phox-inus and Rhynchocypris (Pisces, Cyprinidae), as Inferred from Allozyme and Mitochondrial 16 S rRNA Sequence Analyses // Zoological Science. V. 23. P. 323—331.
- Черешнев И. А., Назаркин М. В., Чегодаева Е. А. 2007. Zoarces fedorovi sp. nova (Zoarcidae) — новый вид бельдюги из Тауйской губы Охотского моря // Вопросы ихтиологии. Т. 47. № 5. С. 589—600.
- Черешнев И. А., Назаркин М. В. 2008. Первое достоверное обнаружение нового для фауны России вида маслюка Pholis (Enedrias) crassispina (Pisces: Pholidae) в северо-западной части Японского моря, с замечаниями по составу видов этого семейства в данном районе // Биология моря. Т. 34. № 5. С. 318—323.